# Pluimdragers
Valvatidae (ook wel pluimdragers) zijn een familie van kieuwslakken. Valvata (Müller, 1774) is het typegenus van deze familie.

## Systematiek en taxonomie
De systematische positie van de superfamilie Valvatoidea waartoe de Valvatidae behoren is sinds 1988 een bijzondere geworden. Van oudsher wordt deze groep gerekend tot de Prosobranchia (voorkieuwige slakken). Echter, er zijn aanwijzingen dat de Valvatoidea nauw verwant zijn met de mariene superfamilie Pyramidelloidea. Beide superfamilies zijn geplaatst in de orde Heterostropha. Deze orde wordt samen met de orden van de Opisthobranchia en de Pulmonata (longslakken) tot de subklasse Heterobranchia gerekend. Dit suggereert dat, anders wat in het verleden gedacht is en ondanks het feit dat deze groep met behulp van kieuwen ademhaalt, de Valvatoidea nauwer met de longslakken dan met de voorkieuwige slakken verwant zijn.
De volgende geslachten zijn bij de familir ingedeeld:
- Amplovalvata Yen, 1952 †
- Ariomphalus Bandel & Riedel, 1994 †
- Biwakovalvata Starobogatov in Sitnikova, 1983
- Borysthenia Lindholm, 1914
- Megalovalvata Lindholm, 1906
- Microcyclas Raspail, 1909 †
- Pseudomegalovalvata Kozhov, 1936
- Valvata O. F. Müller, 1773

### Synoniemen
- Cincinna Mörch, 1864 => Valvata (Cincinna) Mörch, 1864 => Valvata O. F. Müller, 1773
- Aphanotylus Brusina, 1894 † => Valvata (Aphanotylus) Brusina, 1894 † => Valvata O. F. Müller, 1773
- Costovalvata Poliński, 1929 => Valvata (Costovalvata) Poliński, 1929 => Valvata O. F. Müller, 1773
- Gyrorbis Fitzinger, 1833 => Valvata O. F. Müller, 1773
- Heterovalvata Munier-Chalmas, 1879 † => Valvata O. F. Müller, 1773
- Liratina Lindholm, 1906 => Megalovalvata Lindholm, 1906
- Michaudia Locard, 1883 † => Valvata O. F. Müller, 1773
- Microcincinna Starobogatov, 1983 => Cincinna Mörch, 1864 => Valvata (Cincinna) Mörch, 1864 => Valvata O. F. Müller, 1773
- Tropidina H. Adams & A. Adams, 1854 => Valvata O. F. Müller, 1773

## Schelpkenmerken
De rechtsgewonden schelp is meestal tamelijk klein (< 10 mm), stevig en conisch van vorm, iets hoger dan breed, en regelmatig gewonden. Er zijn ook soorten met een schelp die in een plat vlak gewonden zijn. De windingen zijn meestal tamelijk tot zeer bol. De mondopening is meestal (bijna) cirkelvormig, soms aan de bovenkant iets stomphoekig. De mondrand is niet verdikt, niet omgeslagen, en meestal continu doorlopend. Er is een nauwe tot wijde navel die ook bedekt kan zijn.
De sculptuur kan alleen uit groeilijnen bestaan maar spiraal en radiale ribben komen ook voor, soms zelfs zeer geprononceerd. Bij sommige soorten staan haren op het periostracum; als het periostracum door slijtage verdwenen is, dan zijn deze haren ook weg.
Valvatidae hebben een (meestal dun) hoornachtig operculum dat multispiraal is opgebouwd.

## Dierkenmerken
De dieren hebben een lange snuit (proboscis) met ogen aan de basis van de lange en smalle tentakels. De voet is aan de achterzijde afgerond. Aan de voorzijde van de voet zijn aan beide kanten twee korte uitlopers die een weinig naar achter gebogen zijn. Aan de rugzijde van het dier bevindt zich een veer- of pluimvormige kieuw die tijdens het kruipen naar buiten steekt. De Nederlandse naam van de Valvatidae is afgeleid van de zeer karakteristieke vorm van deze kieuw.

### Voortplanting
De dieren zijn hermafrodiet (zowel mannelijk als vrouwelijk binnen één individu). De meeste soorten leggen eieren maar er zijn ook eierlevendbarende soorten (ovovivipaar).

## Habitat en levenswijze
De meeste soorten leven in zoet zuurstofrijk water, er zijn er ook die zwak brak water verdragen. Ze leven voornamelijk van detritus.

## Geologische historie
Valvatidae komen met zekerheid sinds het Juratijdperk voor.

## Voorkomen
In Eurazië en Noord-Amerika (Holarctisch). In Europa enkele tientallen soorten. De Valvatidae hebben in veel oude meren ('ancient lakes') endemische soorten ontwikkeld. De Kaspische Zee en het Ohrid -, Prespa - en het Baikal Meer herbergen ieder hun eigen Valvata soorten.

## Voorkomen in de Noordwest-Europa
In Noordwest-Europa komen met zekerheid drie levende soorten voor: de Valvata cristata, de Valvata macrostoma, en de Valvata piscinalis. Van de laatste soort zijn zeer veel vormen en ondersoorten beschreven waarvan de status door vele onderzoekers betwijfeld wordt. Hoewel Valvata pulchella lang als synoniem van Valvata macrostoma beschouwd is, zijn dit mogelijk toch twee verschillende soorten.
In deze regio komen verschillende fossiele soorten voor tijdens het Plioceen en het Kwartair.

## Afbeeldingen

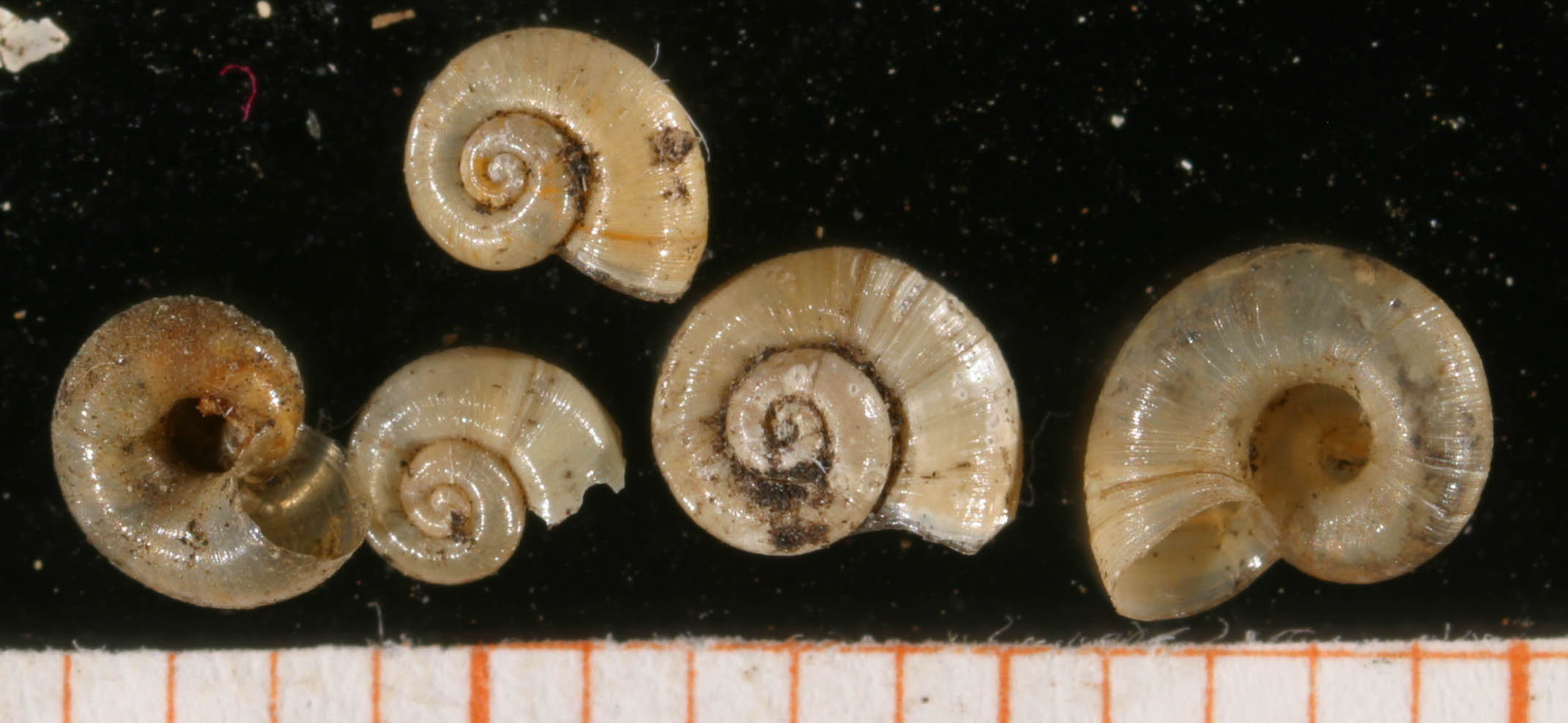
Valvata macrostoma
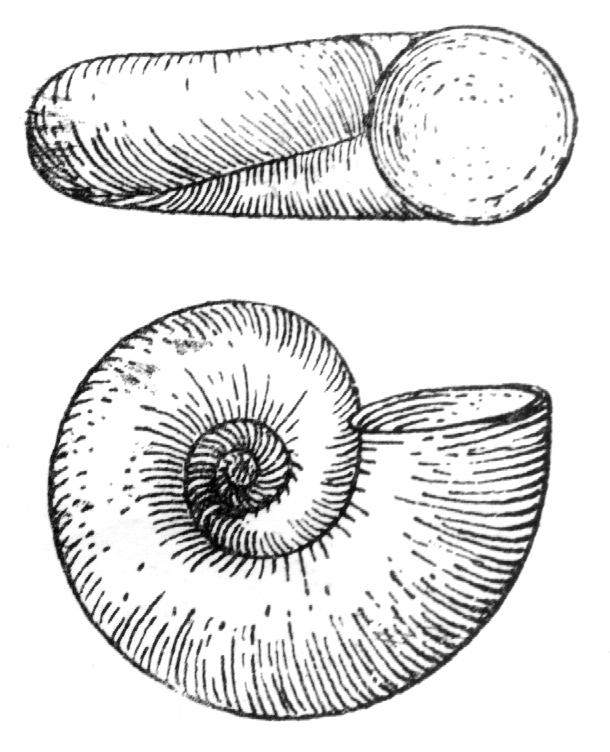
Valvata cristata